# Compromiso por Caspe
Compromiso por Caspe es una agrupación de electores española de ámbito local del municipio de Caspe, en la provincia de Zaragoza.
Actualmente, su presidente es el escritor Eliseo Bayo Poblador. 

## Resultados electorales
Ha participado en los comicios de ámbito municipal por Caspe desde 1999. En las elecciones de 1999 fue la segunda opción política más votada, logrando 4 de un total de 13 concejales, en las de 2003 y 2007 fue la primera fuerza política municipal con 5 concejales.
Desde marzo de 2008, y después que el Partido Aragonés rompiera el pacto de gobierno con el PSOE, el CPC firmó con este último un acuerdo de gobernabilidad por el que sus cinco concejales junto con los cinco del PSOE formaron parte del gobierno del ayuntamiento de Caspe. Esta agrupación electoral también ostentó la presidencia de la comarca del Bajo Aragón-Caspe en la legislatura de 2007.
| Fecha | Votos | %      | Conce- jales |
| ----- | ----- | ------ | ------------ |
| 1999  | 1.477 | 30,26% | 4            |
| 2003  | 1.659 | 34,23% | 5            |
| 2007  | 1.640 | 34,15% | 5            |

## Enlaces
- Bitácora oficial de CpC
- Vídeos de Compromiso por Caspe
- Gobierno de Aragón. «Archivo Electoral de Aragón». Consultado el 25 de septiembre de 2013.

- Datos: Q5780145